# Greenleaf (Idaho)
Pour les articles homonymes, voir Greenleaf.
Greenleaf est une ville américaine située dans le comté de Canyon en Idaho.

## Démographie
| 1980 | 1990 | 2000 | 2010 | - | - |
| ---- | ---- | ---- | ---- | - | - |
| 663  | 648  | 862  | 846  | - | - |

Selon le recensement de 2010, Greenleaf compte 846 habitants. La municipalité s'étend sur 0,73 mille carré (1,89 km2).